# Chlysten

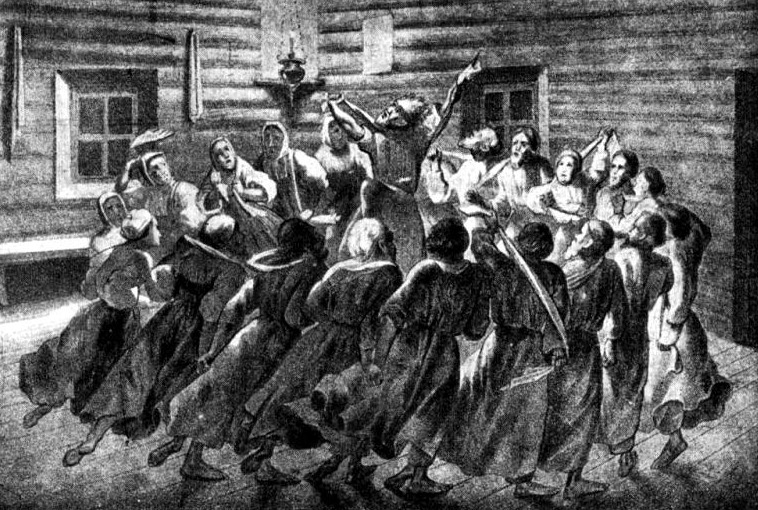
Ritueel van Chlysten

De chlysten (Russisch: Хлысты; chlysty; chly- = "geselbroeder", "flagellant"), eigenbenaming "Gods volk" (божьи люди; bozji ljoedi), waren een geheime Russische sekte, die in de 17e eeuw ontstond uit de Russisch-orthodoxe Kerk en actief waren tot in de 20e eeuw. Ze waren bekend om hun enthousiasme voor extase. Ze behoorden tot de stroming van het spirituele christendom (doechovnoje christianstvo) en werden zwaar vervolgd door de Russisch-orthodoxe Kerk in de tsaristische tijd.

## Leer
De chlysten waren hoofdzakelijk actief in Rusland en probeerden door zelfkastijding Christus in zich te vinden en zelf Christus te worden. Ze wezen echtelijk geslachtsverkeer af, maar waren wel bereid om zich over te geven aan grotere zonden om, zo meenden zij, door deze zonden uit de zonden te komen. Van Raspoetin is gezegd dat hij lid was van de sekte.
Het centrale idee van de ideologie van de chlysten was het praktiseren van ascese. Chlysten dachten de christelijke genade te kunnen verdienen voor hun zonden door de praktijk van extatische rituelen, die ze radenia (раде́ния) noemden en die volgens geruchten en aanklachten soms uitliepen in seksuele orgieën. Er waren ook geruchten over flagellatie. De chlysten geloofden dat iedere man Christus en iedere vrouw Moeder Gods kon worden werden wanneer de zonden uit het vlees zou zijn gekastijd. Nadat ze zichzelf in erediensten halfdood hadden gekastijd, vervielen ze tot wilde promiscuïteiten met elkaar. De chlysten meenden dat God en Christus waren geïncarneerd (vleesgeworden) in twee boeren.
De chlysten wezen het priesterschap, de heilige boeken en de verering van heiligen af. Ze geloofden in de mogelijkheid van directe communicatie met de Heilige Geest en zijn vleeswording in levende mensen. Ze lieten hun leden echter wel toe om naar de kerken van de Russische Kerk te gaan.

## Geschiedenis

### Oorsprong
Theoloog Karl Konrad Grass vermeldt vier mogelijke versies/groepen waaruit de chlysten zouden kunnen zijn voorgekomen:
1. een afsplitsing van een westerse sekte
2. uit het Slavisch-Finse heidendom
3. uit het Russische christendom
4. uit de bogomielen

Hij kwam daarop tot de conclusie dat de chlystovsjtsjina het laatst overgebleven voorbeeld van het oudkerkelijke gnosticisme vormde.

### Legende
De chlysten hebben legenden over hun sekte overgeleverd in de vorm van gedichten, vertellingen en liederen. Hierin wordt gezegd dat eens in de 14e eeuw hun eerste Christus Averjan leefde, die zou zijn gedood door de Tataren van Mamai tijdens de Slag op het Koelikovo-veld (Slag op het Snippenveld). Ook is er de rede van ene Christus Iwan Jemeljanov uit de 16e eeuw, die in de tijd van tsaar Ivan de Verschrikkelijke (1533–1584) zou hebben geleefd en bij hem geweest zou zijn. Als stichter van de sekte geldt echter Danila Filipov, een uit de oorlog gedeserteerde soldaat, bezpopovtse (priesterloze) en een leerling van ene Kapiton, die ook "omgedoopte" wordt genoemd. Hij was niet de Christus, maar de vleesgewordene, vanuit de Hemel afgedaalde God Zebaoth, hetgeen in het jaar 1645 op de berg Gorodina aan de rivier de Vjazma zou zijn gezien. In vurige wolken en in een vurige wagen (vergelijk Elia), omgeven door engelen, aartsengelen, cherubijnen en serafijnen zou hij zijn afgestegen en, terwijl de hemelse krachten weer omhoogstegen, bleef slechts de "ware God Zebaoth", Filipov, zichtbaar.
Filipov vertoonde zich eerst in het dorp Staraja in het gouvernement Kostroma en vervolgens in de stad Kostroma zelf en begon vervolgens het "ware geloof" te verkondigen. Het huis waarin hij leefde noemde men "Godshuis". Voor de redding van de zielen waren slechts nodig 1) het gouden boek, 2) het levensboek, 3) het duivenboek en de heerser zelf, de Heilige Geest. Om de onnodigheid van alle andere boeken duidelijk te maken, gooide hij al zijn eigen boeken in de Wolga.
Het bekend worden van "God" kon ook niet verborgen blijven voor patriarch Nikon. Nikon liet hem daarop 30 jaar lang vervolgen en tsaristische overheidsdienaars wisten hem uiteindelijk te grijpen bij Makari in de buurt van Nizjni Novgorod. Hij werd vervolgens gevangengezet in een donkere kerker van een klooster. Gedurende zijn kloostertijd zou er volgens de legenden een nevel over de hele aarde hebben gehangen. Uiteindelijk werd hij weer vrijgelaten en ging hij terug naar Kostroma, waar hij zijn "12 geboden" uitvaardigde. Deze leken op de christelijke tien geboden, met dat verschil dat de eerste twee vermeldden dat hij, Danila, zelf de enige God was en dat er geen andere leer was dan zijn eigen leer.
Vijftien jaren na de "neerdaling" op de berg Gorodina bekeerde Filipov ene Ivan Timofejevitsj Soezlov tot zijn leer, of zoals het werd genoemd; Soezlov werd op geestelijke wijze door hem verwekt, waarbij Soezlovs echte moeder "Moeder Gods" was. Deze had volgens de legende tot haar honderdste levensjaar geen kinderen gehad, maar was de geboorte van een zoon voorzegd (vergelijk Sara). Toen ze vervolgens daadwerkelijk op honderdjarige leeftijd Ivan baarde, weigerde de ontstelde priester de doop en ook een pater wilde dit pas na zes weken doen. De chlysten duiden deze gebeurtenis aan als en "vervulling" van een profetie uit 4 (3) Ezra 7: 26–28.
Soezlov gold sindsdien binnen de sekte als Christus en predikte als zodanig in diverse regio's van zijn vaderland. Filipov kreeg nog meer helpers, maar toen Soezlov ongeveer 33 jaar oud was, hoorde tsaar Aleksej Michailovitsj ervan en liet hem samen met ongeveer 40 helpers vastzetten, verhoren en folteren in het dorp Pogost, echter zonder gevolg. Ook patriarch Nikon en diverse bojaren hadden geen succes in het stoppen van zijn leer. De legende van de chlysten beweert dat zelfs het vuur van de brandstapels hen niet beroerde (vergelijk de vurige oven uit Daniël). En nadat hij uiteindelijk zijn "ziel uitblies" verscheen hij korte tijd later aan zijn volgelingen en preekte verder – mogelijk was hij schijndood en werd hij op een of andere manier door zijn volgelingen uit zijn graf gehaald.
Weer hoorde de tsaar van zijn nieuwe werken en liet hem opnieuw folteren. Nadat men hem ontdaan had van zijn huid, kwam een van zijn volgelingen, een maagd, en wikkelde de geschondene in een rein laken. Volgens de legende gebeurde er toen een wonder en kleefde het laken hem aan en werd hem tot menselijke huid. 'Deze legenden droegen bij aan de vermeerdering van zijn aanhang. Dit wordt althans vermeld in meerdere liederen van de chlysten.
Op onopgehelderde wijze kwam Soezlov uiteindelijk vrij en zou vervolgens nog ruim 30 jaar in Moskou zijn volgelingen geleerd hebben. Op 1 januari 1700 zou Filipov uiteindelijk in aanwezigheid van alle verzamelde chlysten zijn opgestegen naar de Hemel. Soezlov trok gedurende 15 jaar rond bij zijn aanhangers. Na zijn dood verliet Soezlov zijn lichaam om als vleesgeworden Godszoon een voorbeeld van deemoedigheid (nederigheid) en dulding (tolerantie) te geven.
De navolgelingen van Soezlov als 'vleesgeworden' zoon van Danila Filipov werd de Nizjni-Novgorodse strelets Prokofi Danilovitsj Loepkin, die in een van de "Godshuizen" van Moskou leefde en die trouwde met streletsdochter Akoelina Ivanovna, die uit dezelfde stad kwam. Zijn zoon Spiridion Prokofjevitsj Loepkin geldt als grote profeet. Met hem begint de eigenlijke, historisch betrouwbaardere geschiedenis van de sekte.

### Feitelijke geschiedenis
Loepkin werd rond 1665 geboren en werd bekeerd tot de sekte door zijn vrouw Akoelina Ivanovna. In de 18e eeuw kwam hij (uiterlijk in 1714) van Nizjni Novgorod naar Moskou. Over de precieze datering zijn de Russische onderzoekers het niet eens. Volgens een verhaal zou zijn vrouw hem in 1706 of 1707 hebben verlaten en zich in het Ivanovski-klooster hebben gevestigd om de nonnen daar tot de sekte te bekeren; andere historici zijn er echter van overtuigd dat Akoelina pas na de dood van haar man (9 november 1732) naar dit klooster ging. Vervolgens vertrok het paar tussen 1710 en 1714 naar Moskou. Loepkin woonde in Moskou achter de Soecharevtoren en bezocht vaak het Voskresenski-klooster, dat Nieuw-Jeruzalem werd genoemd. Vanaf 1715 ontstonden er geruchten over een nieuwe sekte. Op 13 juni 1716 werden 21 chlysten gearresteerd in het dorp Charitonova aan de Oeleoema tijdens de 'radenje' (het ritueel van zelfkastijding en groepsseks), waaronder Loepkin. Zijn vrouw Akoelina Ivanovna bekleedde in de sekte, die grotendeels uit monniken en nonnen uit de omtrek bestond, aanvankelijk de rang van een Moeder Gods, maar moest deze rang later overdragen aan Agafja Karpovna (na haar wijding Anastasia gedoopt) en was daarna alleen nog een "zalvendraagster".
Agafja Karpovna gold volgens Grass niet slechts als 'Moeder Gods' van het Ivanovski-klooster, maar ook van alle chlysten in Moskou en alle andere plaatsen. Zij werd met name de hemel ingeprezen door een grijze bedelaar genaamd Jakim Ignatjev, die verkondigde dat de heilige non Nastasja in het klooster leefde, die aan de mensen die naar haar kwamen de leer van de Heilige Schrift onderwees. Daarmee werden echter de regels van de sekte en de verkondiging daarvan bedoeld.
In januari 1733 werden Akoelina Loepkina, Spiridon Loepkin en Agafja Karpovna samen met 75 andere chlysten tijdens de radenje gearresteerd. In de zolderkamer boven de kloostercel van Karpovna werden bedden aangetroffen, waarin volgens aanklachten ontucht was verricht en waar ze zelfs een kind ter wereld zou hebben gebracht. Op 11 oktober 1733 veroordeelden de autoriteiten de leiding van de sekte ter dood. Agafja Karpovna werd uit het klooster gezet en na bevestiging van het doodsoordeel door keizerin Anna Ivanovna onthoofd. Akoelina Loepkina werd bestraft met de plak en vervolgens verbannen naar het Oespenski-klooster in Dalmatovo (toen onderdeel van de eparchie Tobolsk, nu van Perm) om daar kloosterwerk en zware dwangarbeid te verrichten in isolement. Spiridon Loepkin werd gegeseld en veroordeeld tot verbanning naar het Russische Verre Oosten, naar Ochotsk, om daar dwangarbeid te verrichten. Hij bleef echter tot 1737 in de gevangenis van Sint-Petersburg en werd vervolgens slechts tot Jekaterinenburg veroordeeld, waar hij tot 1744 bleef. In januari van dat jaar reisde hij met een pas naar Moskou om te pogen genade te verkrijgen bij keizerin Elisabeth. Op 4 april 1744 verscheen hij in de Moskouse kanselarij van de heilige synode en ontsnapte vervolgens. Meer is niet bekend over hem.
De chlysten waren met de veroordelingen echter niet uitgeschakeld; op verschillende plekken in het Russische Rijk bleven cellen bestaan. Ook kende de sekte nog radicalere afsplitsingen, zoals de skoptsen (eerste melding in 1775), die overgingen tot castratie en mastectomie. Naar schatting telde de sekte van de chlysten op een bepaald moment ongeveer 40.000 leden, waarbij ze met name actief waren in de regio rond Perm. Elke cel werd normaliter geleid door een mannelijke en een vrouwelijke leider ('Christus' en de 'Moeder Gods'). De cellen zelf werden door aanhangers 'arken' genoemd en berichten werden in het geheim tussen deze cellen verstuurd om te kunnen blijven communiceren. De sekte bleef gedurende de hele tsaristische periode onderwerp van vervolging; in de 19e eeuw werd ze gezien als een subversief element door de Russische autoriteiten en geestelijke lichamen.
In 1910 werd Raspoetin door gouvernante Sofia Ivanovna Tjoetsjeva beschuldigd van lidmaatschap van de chlysten nadat ze verschrikt was door het bericht dat de tsaar Raspoetin had toegelaten tot de kinderkamer van de groothertoginnen op het moment dat vier meisjes er verbleven in hun nachtjaponnen. Raspoetins dochter schreef later echter dat dit grote onzin was; Raspoetin zou de sekte wel hebben onderzocht, maar hun ideeën uiteindelijk hebben verworpen.
In de sojvetperiode daalde het aantal leden sterk, maar er waren in die periode wel cellen bekend in de Russische steden Tambov, Koejbysjev (Samara), Orenburg en in de Noordelijke Kaukasus en de Oekraïense SSR.